# (32581) 2001 QW98
2001 كيو دابليو 98 (ويعرف أيضًا باسم (32581) 2001 كيو دابليو 98 وفق تسمية الكوكب الصغير) (بالإنجليزية: 2001 QW98)‏ هو كويكب ضمن حزام الكويكبات؛ وترتيبه 32581 من حيث الاكتشاف.
اكتُشف هذا الجُرم الفلكي بواسطة بحث لنكولن عن الكويكبات القريبة من الأرض في 21 أغسطس 2001.

## وصلات خارجية
- (32581) 2001 QW98 في قاعدة بيانات مختبر الدفع النفاث لأجرام النظام الشمسي الصغيرة

- الاكتشاف · مخطط المدار ·  العناصر المدارية · المعلمات المادية

- (32581) 2001 QW98 على موقع ويكي سكاي: DSS2, SDSS, GALEX, IRAS, Hydrogen α, X-Ray, Astrophoto, Sky Map, Articles and images